# Scelio venatus
Scelio venatus är en stekelart som beskrevs av Charles Thomas Brues 1906. Scelio venatus ingår i släktet Scelio och familjen Scelionidae. Inga underarter finns listade i Catalogue of Life.